# 台北服飾文化館
臺北服飾文化館，屬於臺北市文化局管轄。媒體稱之為臺北市第一座服飾文化會館，要整合大理街商圈發展。現由臺北市政府委託中華民國紡織業拓展會經營做推廣研習、設計師工作室、走秀伸展台用途。

## 沿革
原址為舊萬華區公所廳舍的三層樓日據時期建築物，配合西元2006年起萬華區第一、第二戶政事務所搬遷至萬華區行政中心合署辦公，將舊萬華區公所廳舍改建為臺北服飾文化館，先委託臺北服飾文化基金會，現則由紡拓會經營管理，取其地址-西園路二段9號，重新命名為「西園29服飾創作基地」，簡稱西園29。

## 服務內容
曾吸引多家品牌和設計師品牌進駐共同開發產品，或打造設計師快閃店，2013年聯盟設計師並赴巴黎參展發表，或接受產業發展署(原工業局)委託，引進數位噴墨印花機、無車縫橫編織機、電腦馬克排版等，打造紡織產業數位化服務體驗空間
2023年結合紡拓會、印刷創意中心、紡織所、數位印刷廠資源，於館內投入設計、打樣、印製一站化的低碳永續生產示範場域。

## 樓層介紹
1樓供設計師、商圈、業者試營運，2樓空間供設計師開發製版打樣、3樓供辦理學校、商圈辦理培訓課程

## 爭議
2014年臺北市議員批評文化館淪為辦公室；紡拓會則稱已徵選35位聯盟設計師進駐，採預約方式即可使用場地、會議室、產品發表會。